# Ingrid Låte
Ingrid Alva Helga Låte (* 23. Juli 2007) ist eine norwegische Nordische Kombiniererin, die vereinzelt auch an Skisprungwettbewerben teilnimmt.

## Werdegang
Låte, die in ihrer Jugend auch für den FIK Orion in der Leichtathletik aktiv gewesen ist, startet im Ski Nordisch für Strandbygda IL und Trysil IL. Ihr erstes vom Weltskiverband FIS veranstaltetes Rennen bestritt sie am 8. Januar 2022 im Youth Cup in Harrachov und wurde dabei Fünfte. In der Saison 2022/23 gelang ihr mit drei Siegen in vier Wettkämpfen der Youth-Cup-Gesamtsieg. Darüber hinaus startete Låte regelmäßig im Continental Cup. Bei ihrem Debüt in Lillehammer belegte sie den zwölften Platz, im weiteren Saisonverlauf erreichte sie regelmäßig eine Platzierung unter den besten Zehn. Zudem erreichte sie gemeinsam mit Torje Seljeset, Hanna Midtsundstad und Per Skjæret Strømhaug als Dritte im Mixed-Team das Podest in Eisenerz. Bei den Nordischen Junioren-Skiweltmeisterschaften 2023 in Whistler wurde sie Zehnte. Zum Saisonabschluss debütierte Låte am 11. März 2023 in Oslo im Weltcup. Mit einem Rückstand von knapp 2:50 Minuten kam sie auf Rang 13 ins Ziel.
Bei den Olympischen Jugend-Winterspielen Ende Januar 2024 in Gangwon belegte sie sowohl im Einzel als auch im Mixed-Team den fünften Platz. Im Februar nahm sie an den Nordischen Junioren-Skiweltmeisterschaften in Planica teil. Gemeinsam mit Even Leinan Lund, Nora Helene Evans und Jørgen Berget Storsveen gewann sie im Mixed-Team die Bronzemedaille. Im Einzel wurde sie Fünfte, im Teamsprint lief sie im Duo mit Nora Helene Evans auf Rang acht. Die Saison schloss sie auf dem 34. Platz in der Gesamtweltcupwertung ab.
Im September 2024 verpasste Låte bei Intercontinental-Cup-Wettbewerben im Spezialspringen die Punkteränge. Beim ersten Weltcup-Rennen der Saison 2024/25 in der Nordischen Kombination sprang Låte auf den zweiten Platz, ging aber aufgrund einer Handverletzung nicht beim Langlauf an den Start. Am ersten Wettkampftag des Nordic Combined Triple in Seefeld erreichte sie als Neunte im Massenstart erstmals die Top Ten im Weltcup. Bei den Nordischen Junioren-Skiweltmeisterschaften 2025 in Lake Placid gewann sie im Gundersen Einzel den Titel. Zudem wurde sie gemeinsam mit Nora Helene Evans Fünfte im Teamsprint sowie in der Mixed-Staffel mit Torje Seljeset, Nora Helene Evans und Jørgen Berget Storsveen Vierte. Darüber hinaus trat sie auch im Skispringen an. Im Einzel von der Normalschanze gewann sie Silber hinter Ingvild Synnøve Midtskogen, das Teamspringen beendete sie auf dem vierten Platz. Låte ist ins norwegische Aufgebot für die Nordischen Skiweltmeisterschaften 2025 in Trondheim berufen worden. Aufgrund mehrerer verletzten norwegischen Skispringerinnen nominierte sie der Norwegische Skiverband auch für die Sprungwettbewerbe. Letztlich wurde sie aber nur in der Kombination eingesetzt. Im Massenstart belegte sie den neunten Rang, im Gundersen Einzel wurde sie Vierte. Dieses Ergebnis bestätigte sie beim abschließenden Weltcup-Wochenende in Oslo, als sie beim ersten Gundersen Einzel von einer Großschanze die beste Sprungleistung zeigte und letztlich auf dem vierten Platz ins Ziel kam.

## Statistik

### Weltcup-Platzierungen
| Saison  | Platz | Punkte |
| ------- | ----- | ------ |
| 2022/23 | 32.   | 020    |
| 2023/24 | 34.   | 039    |
| 2024/25 | 34.   | 093    |

### Continental-Cup-Platzierungen
| Saison  | Platz | Punkte |
| ------- | ----- | ------ |
| 2022/23 | 06.   | 222    |
| 2023/24 | 31.   | 095    |